# Kenpo Kai
Kenpo Kai bedeutet „Wiedervereinigung der Faustmethoden“ (拳 ken = Faust, 法 pō = Methode oder System, 會 oder 会 kai = Wiedervereinigung) und ist eine traditionelle japanische Budō - Kampfkunst mit chinesischem Einfluss.
In Romaji wird Kenpo Kai auch auf folgende Weise geschrieben: Kenpō kai, Kenpokai, Kempokai, Kenpo-kai und Kempo-kai, und in Kanji als (拳法會) oder (拳法会).

## Philosophie und Grundlagen
Seine Philosophie ist persönliche Entwicklung und Streben nach Gleichgewicht durch die Praxis und das Training Kenpo Kais, welches körperliche und mentale Stärke, Widerstandsfähigkeit des Geistes und persönliche Überwindung beinhaltet. Die Werte des Samurai-Kodex, Demut, Respekt usw., welche den traditionellen japanischen Kampfkünsten innewohnen, werden dabei erhalten. Es zeichnet sich durch Effektivität im Kampf aus und konzentriert sich hauptsächlich auf angewandte Selbstverteidigung. Kenpo Kai basiert auf drei Säulen:
Reiho (礼法)
Reiho (Etikette) beruhigt den Geist und entwickelt Selbstbeherrschung. Unterstützt die persönliche Entwicklung und schult den Intellekt, in gefährlichen Situationen schnell zu reagieren. Diese Praxis bewahrt die Traditionen und die Weisheit derjenigen, die den heutigen Kenshis (Kenpo Kai-Praktizierenden) vorausgingen. Eine Kenpo Kai-Redewendung besagt: „Ohne einen starken Geist und einen weisen Verstand wird es keinen Triumph geben“.
Uchiho (内法)
Das Körperausgleichssystem (Seitaiho 整体法) besteht aus den Techniken Akupressur (Shiatsuho 指圧法), Massage (Anmaho 按摩法), Gelenkbehandlung (Seifukuho 整復法) und Studium der Vitalpunkte (Kyushoho 急所法). Diesem Abschnitt werden weitere Techniken hinzugefügt, die an die Praxis des Kenpo Kai angepasst sind, wie Atemarbeit (Kokyuho 呼吸法), Meditation (Mokuso 黙想), innere Energie (Kiho 気法), Philosophie (Tetsugaku 哲学) ..., alle diese Methoden oder Systeme bilden das sogenannte innere System (Uchiho 内法) im Kenpo Kai.
Bujutsuho (武術法)
Bujutsuho (Kampftechniksystem) ist das Erlernen von Kampftechniken. Es besteht aus Formen (Kata型), Selbstverteidigung (Goshinjutsu 護身術), Kämpfen (Randori 乱取), Traditionellen Waffen (Buki 武器), Vitalpunkten (Kyusho 急所), Bruchtests (Tameshiwari 試割) und Schnitttests (Tameshigiri 試し切). Diese Ausbildung umfasst Schläge, Verrenkungen, Immobilisierungen... sowohl im Stehen als auch am Boden, mit oder ohne Waffen, gegen einen oder mehrere Gegner. Dieses System oder diese Methode wird als das äußere System (Sotoho外法) des Kenpo Kai betrachtet.

## Ursprünge
Ein Shaolin-Mönch namens Jiang bringt seiner Familie das Shaolin Quan-Kampfsystem bei, um sich gegen Banditen zu verteidigen. Dieses Kampfsystem wurde von Generation zu Generation innerhalb derselben Familie weitergegeben und wurde als Jiang Quan (Boxen der Familie Jiang) bekannt. Während des Tokugawa-Shogunats reist Tawada Ishizaka, ein junger japanischer Abenteurer, der in die Kunst des Kashima Shinto Ryu eingeweiht war, nach China und verbringt auf seiner Reise durch dieses Land mehrere Jahre im Dienst der Familie Jiang. Nachdem er eine der Töchter des Meisters geheiratet hat, wird er als Schüler aufgenommen und in seine Kampfkunst eingeweiht. Als Tawada mit seinen Kindern nach Japan zurückkehrt, beschließt er, um zu überleben, eine Theatertruppe zu gründen, deren Aufführungen auf der Meisterschaft des Jiang Chuan basieren (japanisch Shouken). Tawada, der mittlerweile im fortgeschrittenen Alter ist, überlässt seinem Sohn den spektakulärsten Teil seiner Auftritte. Im Laufe der Zeit kodifiziert und entwickelt er die Praxis seiner Kampfkunst, einschließlich einiger Elemente des Kashima Shinto Ryū, welches er in seiner Jugend praktizierte und dem Stil eine eigene Persönlichkeit verleiht. Er gibt es an seine Nachkommen weiter und aus dieser Praxis geht Ishizaka Ha Kenpō hervor. Die letzten Meister des Ishizaka Ha Kenpō waren Koiso Ishizaka (1915–1966), sein Bruder Kazuo (1921–1998) und Koisos Sohn, Sotoki Ishizaka (1943–1987).

## 20. und 21. Jahrhundert

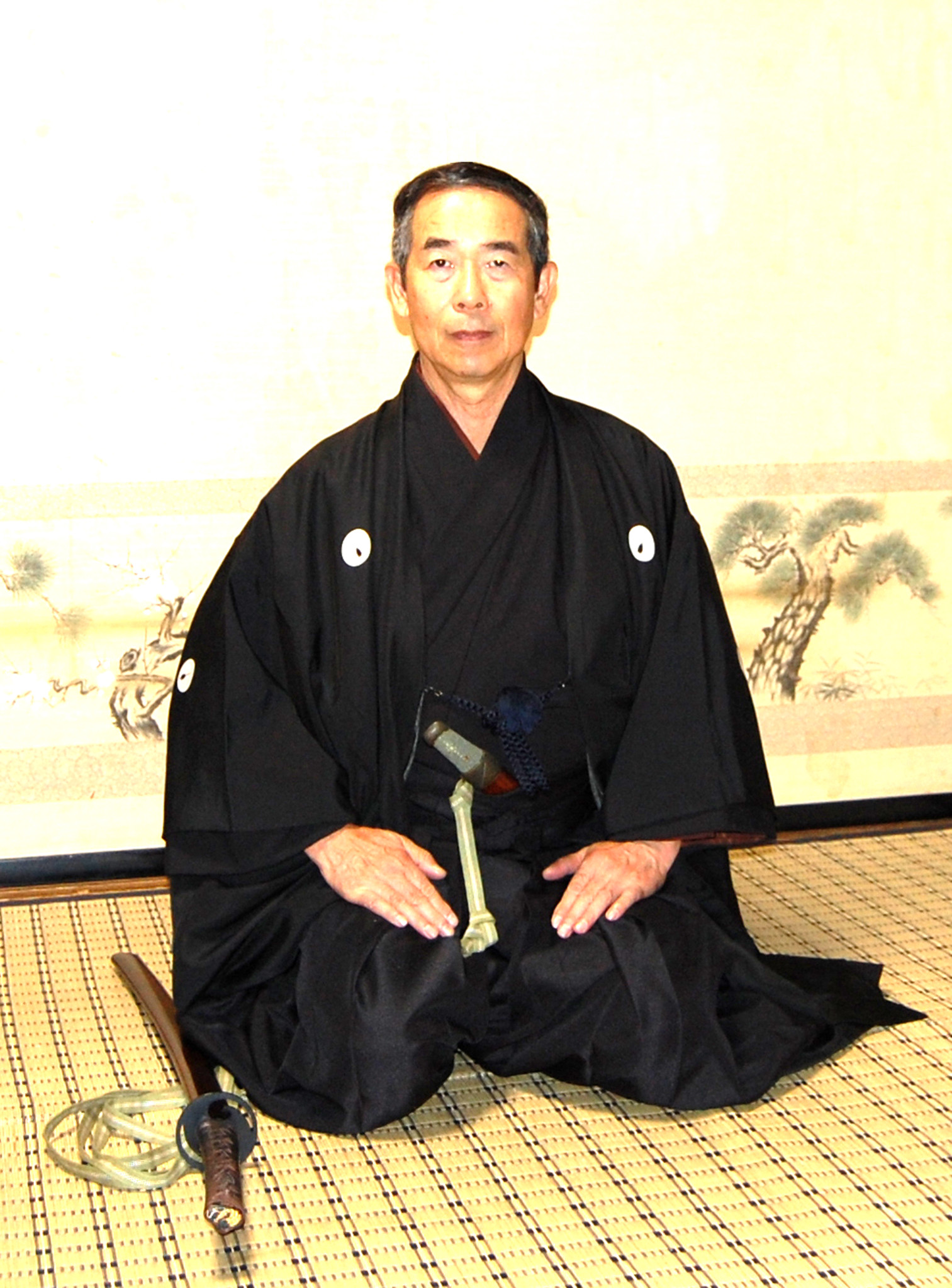
Sôke Chiaki Ohashi (IKKO-Präsident)

In den frühen 1960er Jahren kontaktiert Kazuo Ishizaka in China einen Nachkommen der Familie Jiang, Meister Rou Jiang (1889–1978), wird sein Schüler und trainiert mehrere Jahre lang unter seiner Leitung, wobei er die verlorenen Techniken des Shouken wiedererlangt. Ende der 1960er Jahre vollendet Kazuo Ishizaka die Kodierung des Kenpo-Kai, nach einer umfassenden Untersuchung der Kampfsysteme, aus denen die Kunst seiner Familie hervorging. Einer seiner größten Unterstützer, dieses Ziel zu erreichen, ist Großmeister Chiaki Ohashi. In diesem Moment entsteht Kenpo Kai, so wie wir es kennen. Die philosophischen Prinzipien Kenpo Kais finden sich im Geist der Samurai des Bushidō. Im Jahr 1969 wird offiziell begonnen allen Menschen, die es lernen wollen, Kenpo Kai zu unterrichten, egal ob im Osten oder im Westen, Ishizaka Ha Kenpō wurde nur Mitgliedern der Ishizaka-Familie oder in sehr begrenzten Kreisen beigebracht. 1980 wird die I.K.K.O. (International Kenpo Kai Organization) gegründet, mit Sitz in Tokio (Japan). Die E.K.K.O. (European Kenpo Kai Organization) wird 1985, als IKKO-Delegation für Europa, offiziell registriert. 1987 stirbt Meister Sotoki Ishizaka bei einem Autounfall in Brasilien.
Die erste Kenpo Kai-Weltmeisterschaft findet 1990 in Tokio (Japan) statt, der Spanier Juan María Vidal wird, im Finale gegen den Amerikaner Mike Robertson, Weltmeister. Im Jahr 1998 stirbt Meister Kazuo Ishizaka, was zu einer kleinen Unsicherheit über die Zukunft des Kenpo Kai führt. Großmeister Chiaki Ohashi übernimmt die Leitung im Kenpo Kai und wird im Jahr 2000 internationaler Präsident. Sein größter Erfolg ist die weltweite Neuorganisation und Vereinheitlichung dieser Kampfkunst, mit dem Ziel, größere Verbreitung und internationale Anerkennung zu erreichen. Im selben Jahr wird der Kenpo Kai-Hauptsitz offiziell in die japanische Stadt Hamamatsu verlegt. Die Anerkennungszeremonie des Schwarzen Gürtels (10. Dan-Grad) in Kenpo Kai für Sōke (Hüter der Schule) Chiaki Ohashi findet in Tunesien im Oktober 2023 statt, er wird dadurch die einzige Person auf der Welt, die diesen Grad trägt.

## Unterrichtsstruktur
Seine aktuelle Struktur bewahrt die traditionellen Stufen des Unterrichts. Kenpo Kai verfügt über ein sehr organisiertes Programm, das auf Graduierungen mit farbigen Gürteln namens Kyū (級) und Graduierungen mit schwarzem Gürtel namens Dan (段) basiert.

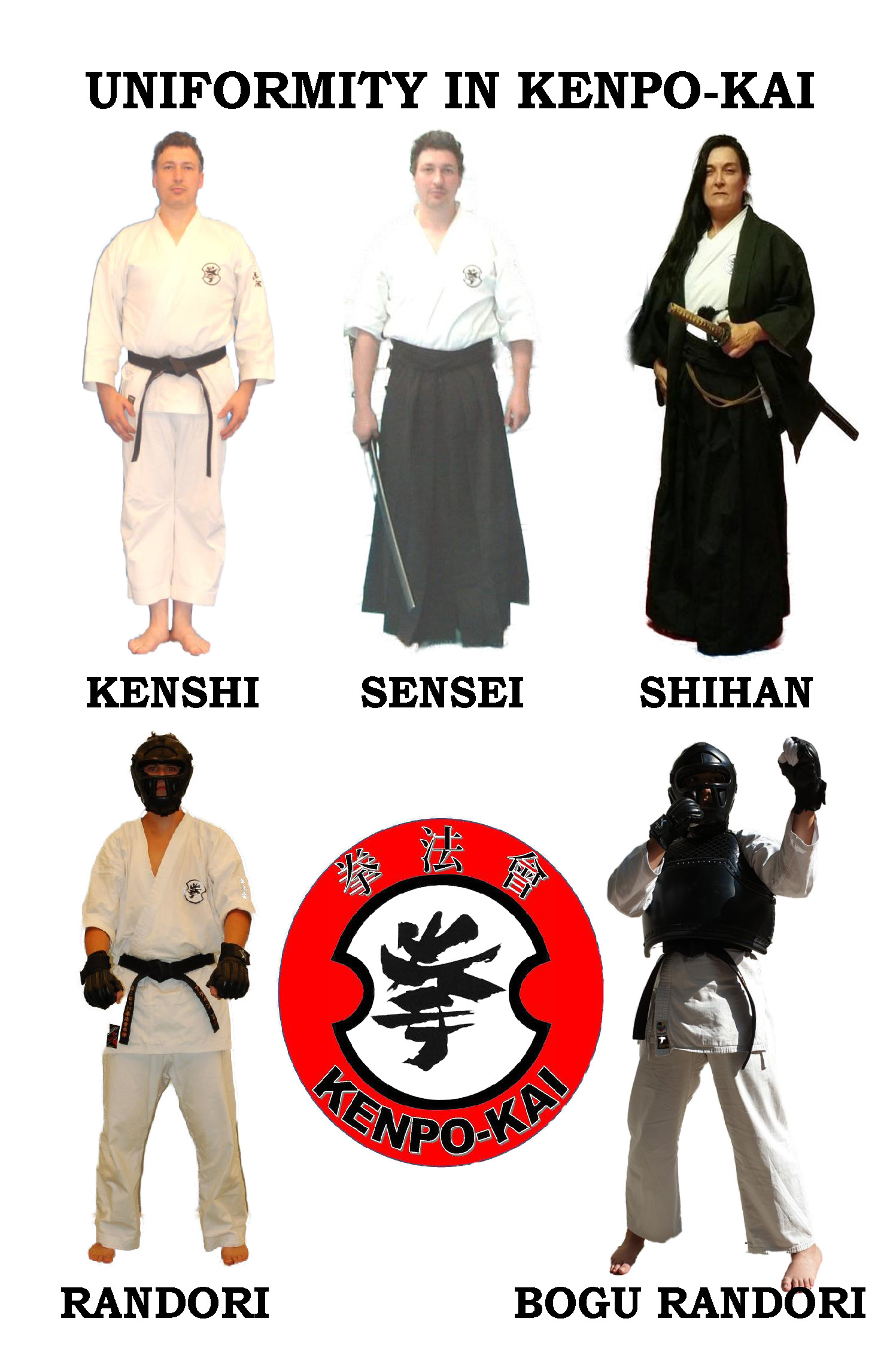
Uniform im Kenpo Kai

Kyū-Grad im Kenpo Kai (vom höchsten zum niedrigsten), bei jedem Grad ändert sich die Farbe des Gürtels:
- Rokkyū (六級 6. Kyu, weißer Gürtel)

- Gokyū (五級 5. Kyu, gelber Gürtel)

- Yonkyū (四級 4. Kyu, orangefarbener Gürtel)

- Sankyū (三級 3. Kyu, grüner Gürtel)

- Nikyū (二級 2. Kyu, blauer Gürtel)

- Ikkyū (一級 1. Kyu, brauner Gürtel)

Dan-Grad im Kenpo Kai (vom niedrigsten zum höchsten), die Farbe des Gürtels ist in allen Graden immer schwarz:
- Shodan (初段 1. Dan)

- Nidan (弐段 2. Dan)

- Sandan (参段 3. Dan, Lehrer, Sensei 先生)

- Yondan (四段 4. Dan)

- Godan (五段 5. Dan, Lehrer der Lehrer, Shihan 師範)

- Rokudan (六段 6. Dan)

- Shichidan (七段 7. Dan)

- Hachidan (八段 8. Dan)

- Kudan (九段 9. Dan)

- Judan (十段 10. Dan, Hüter der Schule, Sōke 宗家)

Die Ausbildung basiert auf 5 Prinzipien:
- Kihon (基本 Basis)

- Kata (型 Form)

- Waza (技 Technik)

- Randori (乱取 Freie Übung)

- Tameshi (試しTest, Prüfung)[5]

## Techniken Waza 技
Kenpo Kai beinhaltet das Studium von drei Grundpfeilern, dem geistigen Reiho, dem körperlichen Seitaiho und dem kämpferischen Bujutsuho. Sie ergänzen sich um aus dem Kenshi (拳士) eine stabile und effektive Person zu machen, dazu werden verschiedene Techniken trainiert und erlernt:
Kiho
In diesem Teil befinden sich die Techniken der Energiearbeit (Kiho), die verschiedene Atemtechniken enthalten, wie z. B. die Kokyu Go Kata 呼吸剛型 (Form der harten Atmung), eine isotonische Kraftübung, die die Entwicklung von Stabilität und Kraftkonzentration in einem bestimmten Bereich des Körpers ermöglicht, um bei den Techniken maximale Kraft aufbringen zu können und den Körper deutlich stärker und widerstandsfähiger zu machen. Es ist der Beginn der Arbeitstechniken zur Verbesserung der Gesundheit.
Bujutsuho
Die Bestandteile des äußeren Systems (Sotoho) sind Entwicklung von Körperbeherrschung und Abhärtung, das Studium von Kampfstrategien basierend auf den 5 Elementen (Godai 五大) und den Tieren, sowie Selbstverteidigung (Goshinjutsu). Innerhalb des letztgenannten Systems gibt es die drei folgenden Teilsysteme:

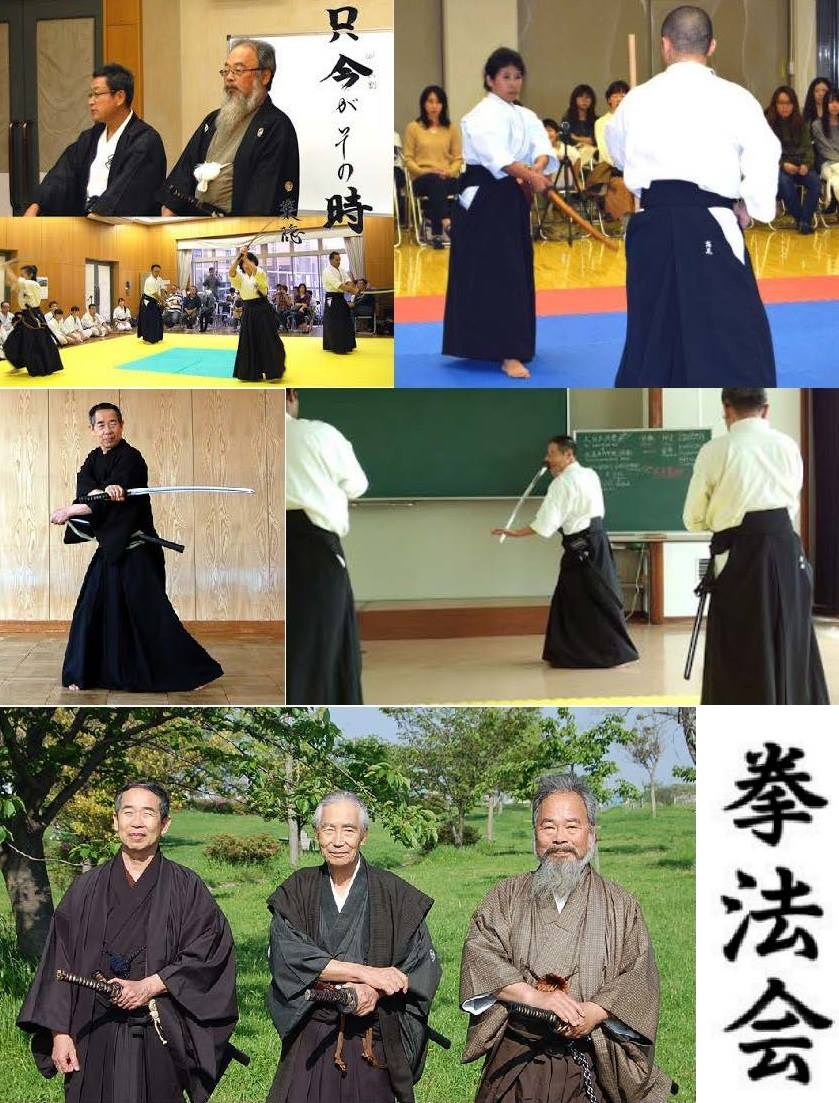
Sôke Chiaki Ohashi (IKKO-Präsident) Nihonto-Praxis

- Goho (剛法), die harte Methode, entspricht dem Erlernen des harten Systems, das u. a. Schlag-, Stoß-, Tritt-, Block- und Ausweichmanöver verwendet.

- Juho (柔法) die weiche Methode, entspricht dem Erlernen des weichen oder sanften Systems, es ist eine Kampfmethode, die Würgegriffe, Hebel, Ruhigstellungen und Gelenkverrenkungen anwendet.

- Gojuho (剛柔法), die Hybridmethode, ist die Mischung der beiden vorherigen und kombiniert sie auf effektivste Weise; es ist das umfassendste Selbstverteidigungssystem, das im Kenpo Kai praktiziert wird, und daher eine wirksame Selbstverteidigungsmethode.

Weitere Bestandteile des Bujutsuho:
- Kata (Form, Verkettung): Es gibt verschiedene Katas, die einzeln oder zu zweit, auch mit Waffen ausgeführt werden..., sowie Wettkampf-Katas. Für schwarze Gürtel gibt es auch von Tieren inspirierte Formen.

- Bukiho (Waffensystem): Es gibt 12 Waffen, die im Kenpo Kai studiert werden, darunter der traditionelle Bō 棒 (Stab), Nawa 縄 (Seil) ..., das wichtigste ist das japanische Schwert (Nihontō 日本刀)[3]

Ab dem schwarzen Gürtel, erster Dan beginnt das Erlernen des weiterführenden Kenpo Kais. Technisch und körperlich ist es anspruchsvoller, diese Art von Arbeit ist ohne das Erlangen und das Verständnis einer guten Grundlage nicht möglich.

## Wettkampf Shiai  試合

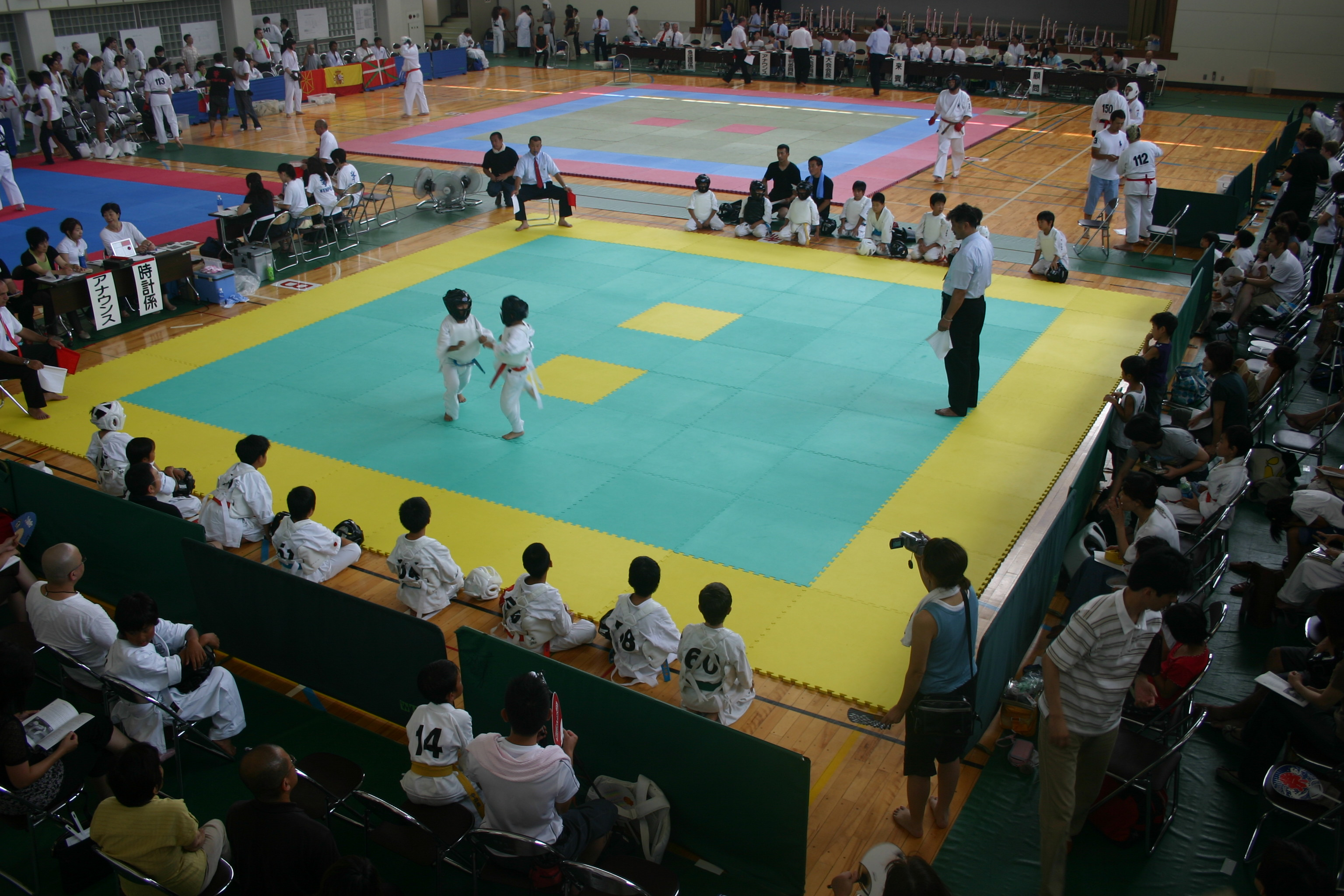
Shiai

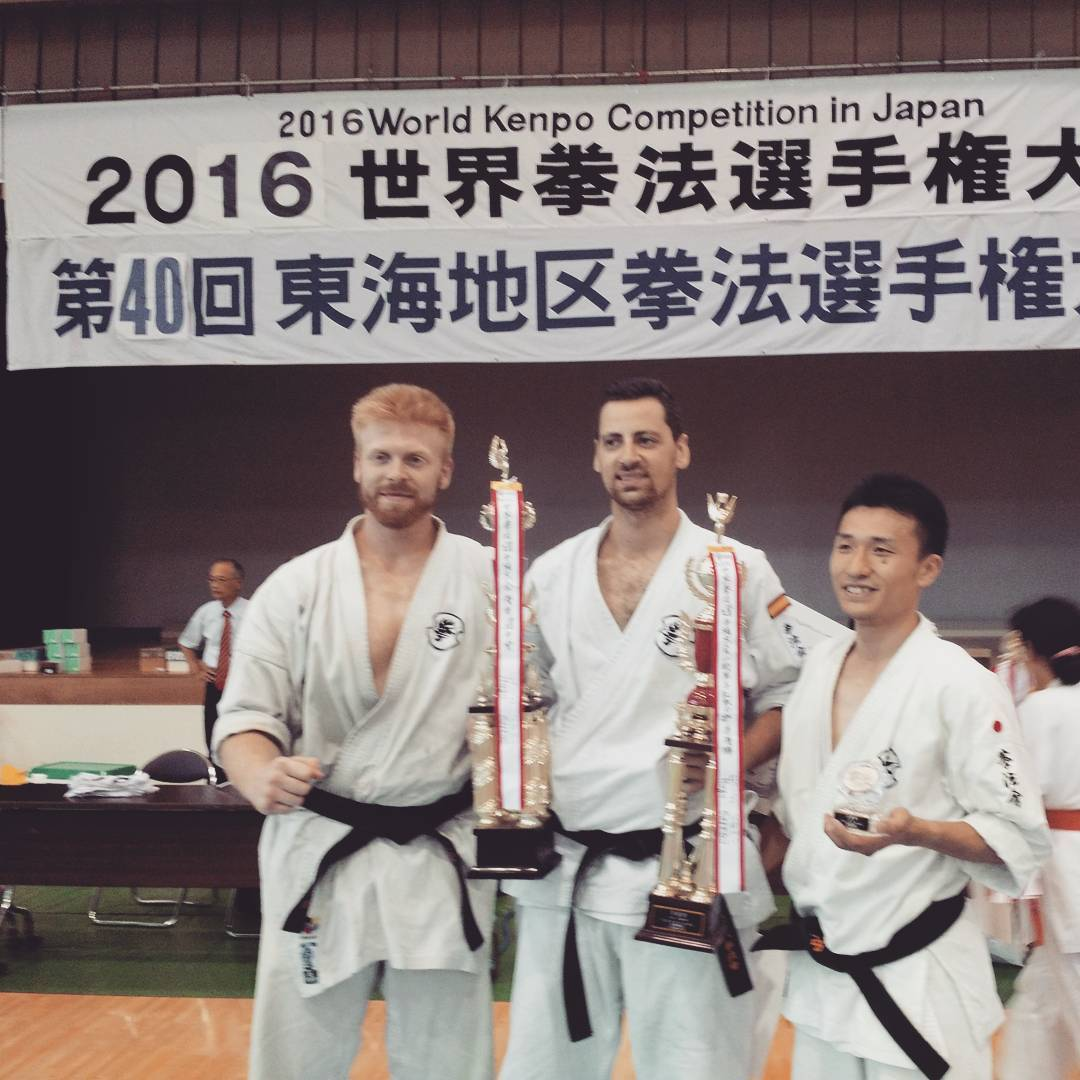
Shingo Ando (Japan), Hugo Barros Bermúdez (Spanien) und Danilo Jude Bardisa (USA) nach der Kenpo Kai-Weltmeisterschaft in Hamamatsu, Japan, 2016

1976 findet die erste Kenpo Kai-Meisterschaft in der japanischen Stadt Wajima statt. Der sportliche Aspekt der Kenpo Kai-Praxis ist eine moderne Entwicklung, die es dieser Kampfkunst ermöglicht, sich an die heutige Gesellschaft anzupassen und moralische und pädagogische Werte mit alten japanischen Kriegertraditionen in Wettkampfvorschriften zu integrieren. Der Wettbewerb ermöglicht es dem Kenshi (Kenpo Kai-Praktizierenden), Qualitäten wie Bescheidenheit zu erwerben und zeigt, dass brillante Sportergebnisse vergänglich sind und man daher ständig lernen und sich weiterentwickeln muss. Im Oktober 2023 findet die Kenpo Kai-Weltmeisterschaft erstmals außerhalb Japans statt, konkret in Tunesien (Afrika), ein Meilenstein in der Geschichte dieser Schule.
Wettkampfmodalitäten im Kenpo Kai:
- Individueller technischer Wettbewerb: Präsentation einer individuellen Kata- Form des offiziellen Lernprogramms, diese Modalität wird Kata genannt.
- Technischer Wettbewerb zu zweit: Ausführung einer Reihe von Selbstverteidigungstechniken gegen einen Gegner. Diese Modalität wird Juho Enbu genannt.
- Individueller technischer Wettbewerb mit Nihontō: Präsentation einer individuellen Nihonto Kata- Form des japanischen Schwertes aus dem offiziellen Lernprogramm, diese Modalität wird Kenpo Kai Lai genannt.
- Wettbewerb Randori (freie Übung, Kampf): Es wird Schutz zur Vermeidung möglicher Verletzungen getragen. Im Kenpo Kai-Wettkampf ist Körperkontakt, mit Ausnahme der Fäuste auf den Kopf, erlaubt.

Es gibt drei Kampfkategorien:
- Dantai Randori (Semikontakt, Teams mit Schutz, bestehend aus 3 oder 5 Personen);
- Bogu Randori (Semikontakt mit Schutz, für Wettkampfeinsteiger und/oder Menschen, die Kämpfe mit hohem Schutz durchführen möchten);
- Randori (Vollkontakt, normalerweise braunen und schwarzen Gürteln vorbehalten, es werden nur minimale Schutzausrüstungen verwendet – Helm, Handschuhe und Suspensorium).

Eines der Merkmale, die bei Kenpo Kai-Wettbewerben Aufmerksamkeit erregen, besteht darin, dass die Teilnehmer nach dem Kampf das Reitoku 礼徳 (Höflichkeit, Anerkennung) ausführen, welches aus Folgendem besteht: Der Kenshi, der den Kampf gewonnen hat, wendet sich an seinen Gegner, beide begeben sich in Seiza 正坐 (auf den Knien sitzen), sie nehmen ihren Helm ab und legen ihn auf die Seite, beide machen eine Verbeugung (Zarei 座礼), der Gewinner zeigt mit dieser Handlung Tapferkeit, Mut und Respekt und der Besiegte ist dankbar für diese Respektbezeugung.

## Organisation

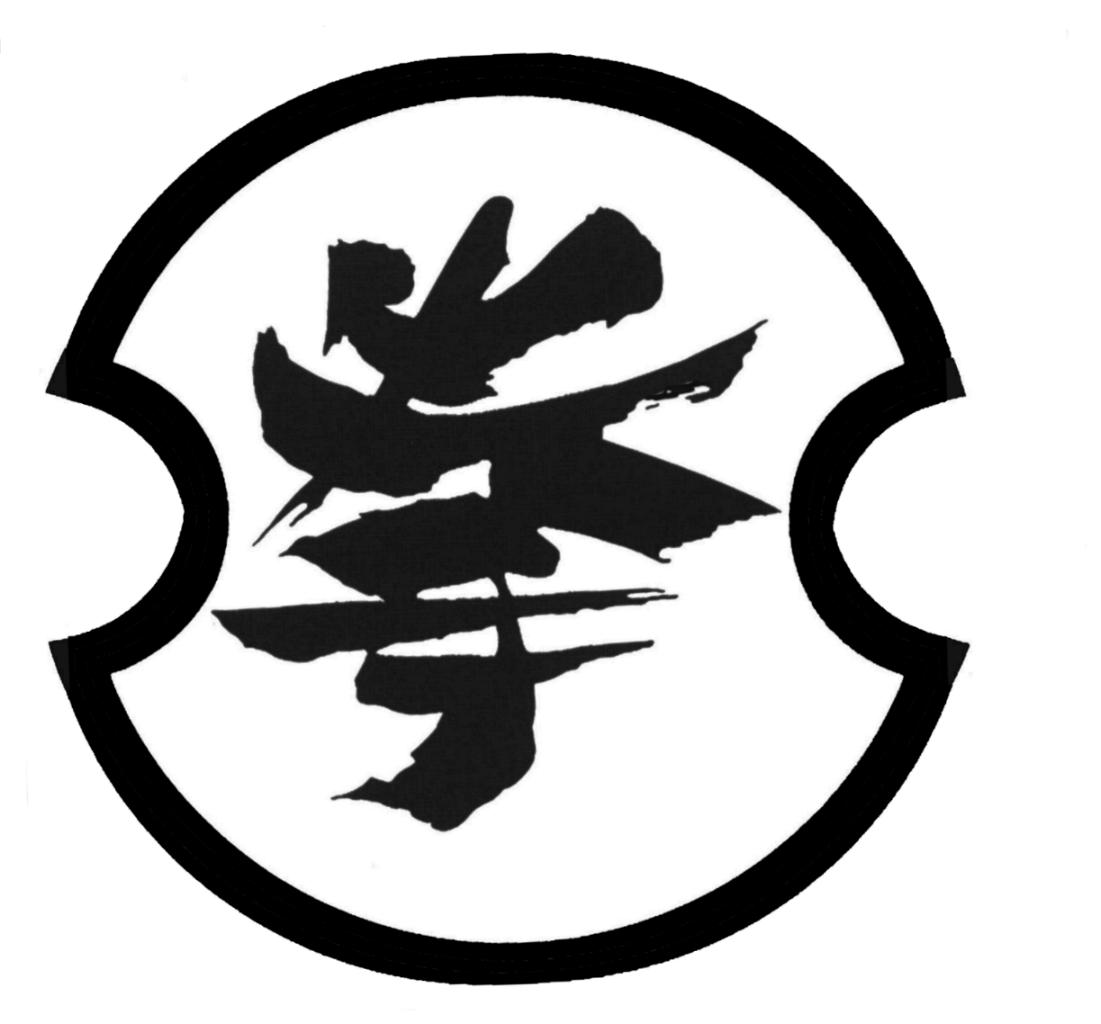
Kenpo Kai-Emblem

Weltweit wird Kenpo Kai von der „International Kenpo Kai Organization“ geleitet, mit Sitz in Hamamatsu, Japan. Auf jedem Kontinent gibt es eine Delegation, beispielsweise in Europa die „European Kenpo Kai Organization“ mit Sitz in Spanien, und diese wiederum hat in jedem Land eine Vereinigung (eingetragen im nationalen Vereinsregister jedes Landes). In folgenden Ländern wird Kenpo Kai derzeit praktiziert: Tunesien, Australien, Spanien, Frankreich, Indien, Indonesien, Japan, Nepal, Italien, Deutschland, Polen, Rumänien, Peru, Mexiko, Niederlande, Neuseeland, Kanada, Sambia, Algerien, Kuba, Dominikanische Republik, Madagaskar, Vereinigte Arabische Emirate, Myanmar, Schweden.
- Internationaler Präsident: Chiaki Ohashi, 10. Dan, Präsident der IKKO (International Kenpo Kai Organization)
- Präsident für Europa: Juan-Mari Vidal, 8. Dan, Präsident der EKKO (European Kenpo Kai Organization)[4]
- Hauptsitz Europa: Europa Kenpo-Kai Honbu, Pso. Julio Caro Baroja 2, 31780 Bera (Navarra), Spanien
- Präsident für Afrika: Sensei Mourad Saâdallah, Hauptsitz in Tunesien (Africa Kenpo Kai Organization)
- Präsident für Asien: Takao Asai,[6] 8. Dan, Hauptsitz in Nagoya, Japan